# آرني بيرغ (دراج)
آرني بيرغ (بالسويدية: Arne Berg) مواليد 3 ديسمبر 1909 في ستوكهولم - الوفاة 15 فبراير 1997 في ستوكهولم، كان دراج سويدي. سبق أن شارك في دورة الألعاب الأولمبية الصيفية وفاز بميدالية أولمبية.

## الميداليات
| سجل الميداليات         | سجل الميداليات                 | سجل الميداليات         |                 |
| منافس من السويد        | منافس من السويد                | منافس من السويد        | منافس من السويد |
| دورة الألعاب الأولمبية | دورة الألعاب الأولمبية         | دورة الألعاب الأولمبية |                 |
| ---------------------- | ------------------------------ | ---------------------- | --------------- |
| برونزية                | الألعاب الأولمبية الصيفية 1932 | الفرق على الطريق       |                 |